# بييرلويجي مارتيني
بييرلويجي مارتيني (بالإيطالية: Pierluigi Martini)‏ مواليد 23 أبريل 1961 في لوغو، إميليا-رومانيا، إيطاليا، هو سائق فورملا 1 إيطالي سابق كان قد بدأ مسيرته الاحترافية سنة 1984. كان أول سباق له هو جائزة إيطاليا الكبرى 1984. خاض خلال مسيرته 124 سباقاً.

## سباقات شارك فيها
- لو مان 24 ساعة
- بطولة العالم للسيارات الرياضية
- بطولة فورمولا 3 الإيطالية

## صور

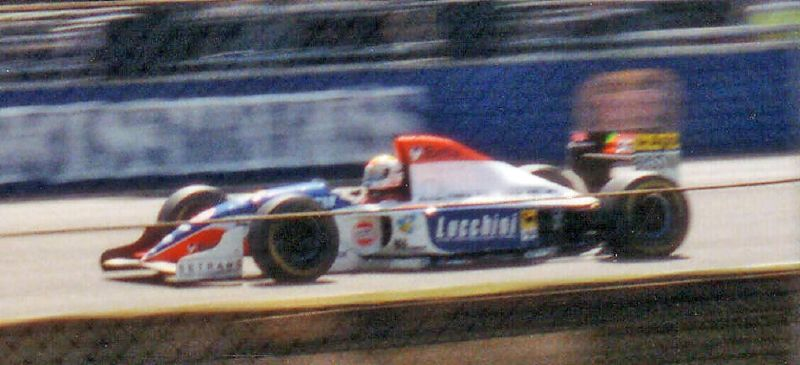
مارتيني في جائزة بريطانيا الكبرى 1994.
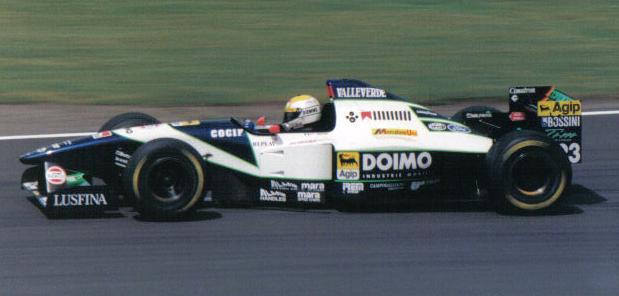
مارتيني في جائزة بريطانيا الكبرى 1995.